# 필립 모리스 인터내셔널

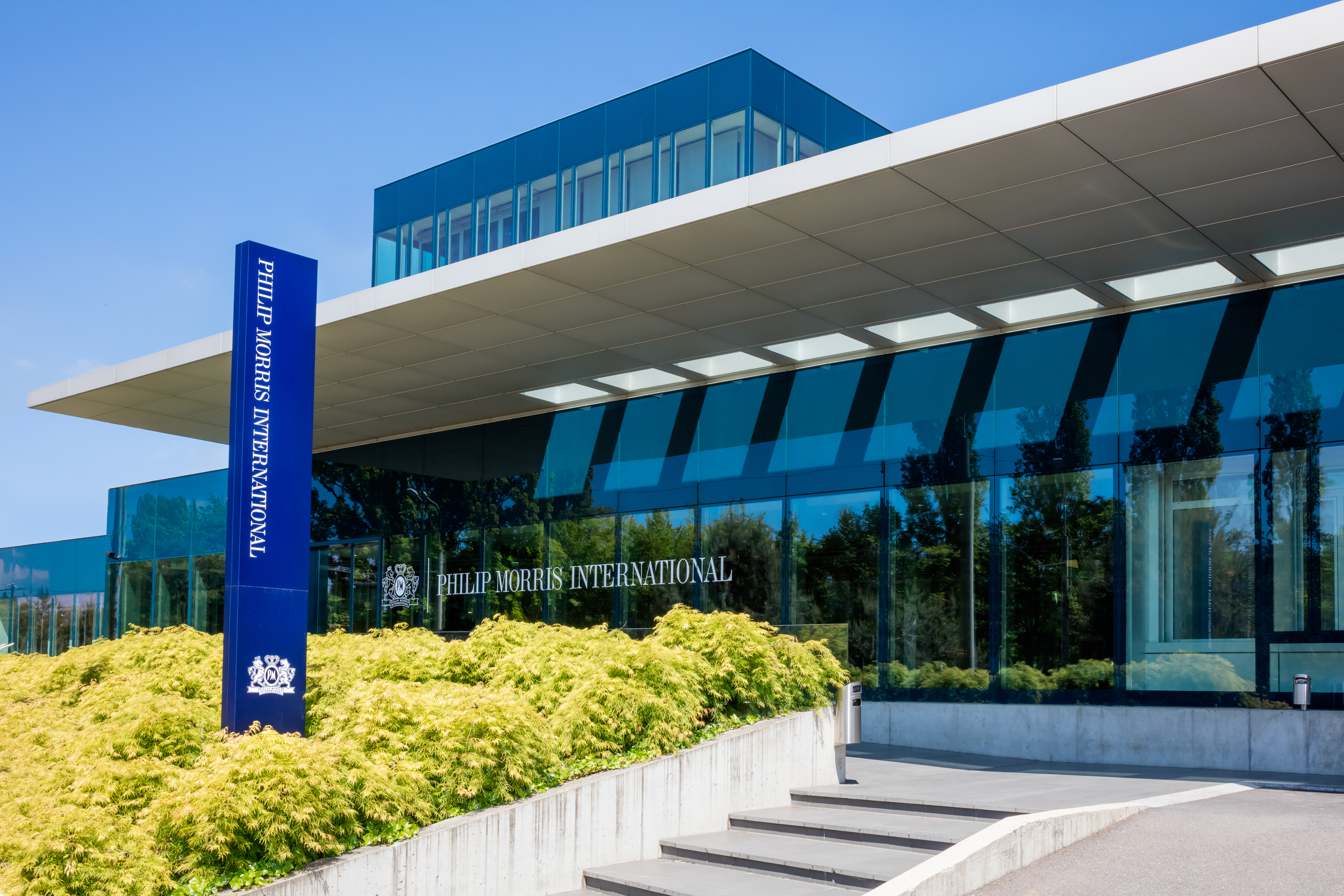

필립 모리스 인터내셔널(Philip Morris International Inc., PMI)은 스위스 로잔 시에 본부를 둔 담배 회사이다. 2005년 현재 전 세계 담배 시장에서 15.5%의 시장 점유율을 보이고 있다. 필립 모리스 인터내셔널의 브랜드인 말보로, L&M의 이름을 달고 있는 담배는 전 세계적으로 160개국 이상에서 판매되고 있다. 필립 모리스 인터내셔널은 알트리아(Altria Group, Inc.)의 자회사이다. 필립 모리스 인터내셔널의 브랜드 담배는 세계 50여 개국의 현지 공장에서 생산되고 있다. 대한민국에는 경상남도 양산시 북정동에 생산 라인을 갖추고 있다.
필립 모리스 사는 19세기 무렵 런던에서 담배 가게로 출발하였다. 전 세계적인 다국적 회사로 성장하였으며, 현재는 전 세계에 걸쳐 8만 명 이상의 직원을 거느리고 있다.
필립 모리스 인터내셔널은 2005년 기록적인 신장세를 보였다. 합병에 따른 좋은 현금 흐름과 수익에 따른 결과였다. 또한 각국의 시장에서 시장 점유율을 높였다.
담배 판매고는 5.7% 증가한 8조 4050억 개비(units)를 기록하였다. 유럽연합 지역에서는 판매고가 떨어졌으나 각국에서 시장 점유율을 높였으며, 인도네시아 삼포에르나 등을 합병했고, 콜롬비아 등지에서 기업을 인수하기도 하였다. 총 말보로 담배 판매고는 2.0% 증가한 3조 2210억 개비(units)를 기록하였다. 동유럽 지역, 중동 및 아프리카 지역에서의 판매가 늘어났다.
2005년 5월에 저팬 토바코(Japan Tobacco/JT)와의 말보로 라이선스 계약 종료로 인한 갑작스런 재고 증가 등에 힘입어 일본에서의 판매가 늘어났으며, 이탈리아의 새 공급업자 선정으로 인해 순간적인 재고가 늘어나 이탈리아에서의 판매가 늘어났다. 독일 지역과 전 세계 면세점 지역에서의 판매량은 감소하였다. 이집트, 프랑스, 일본, 멕시코, 포르투갈, 러시아, 터키, 우크라이나, 영국 등지의 이익이 많이 남는 지역에서 말보로 시장 점유율은 높아졌다.
회사의 순이익은 19.2% 증가한 78억 US$를 기록하였다. 가격 인상에 힘입은 것이었을 뿐만 아니라, 합병, 양호한 현금 흐름, 일본에서의 말보로 라이선스 종료 후에 이어진 수입, 이탈리아에서의 순간 재고 수입 등에 힘입은 것이었다. 2004년도에는 E.C. 합의에 따라, 필립 모리스 인터내셔널이 2천 5백억 US$의 벌금을 냈었는데, 이것도 2005년도의 순이익 증가세에 영향을 미쳤다.

## 같이 보기
- 알트리아